# Hartmut Löwen
Hartmut Löwen (* 23. Mai 1963 in Hamm) ist ein deutscher Physiker, der sich mit statistischer Mechanik und weicher Materie beschäftigt.

## Leben
Löwen studierte ab 1982 Physik, Mathematik und Chemie an der Universität Dortmund, wo er 1986 sein Physik-Diplom machte und 1987 über Phasenübergänge in Polaron-Systemen bei Bernd Gerlach promoviert wurde (er wies teilweise mit Gerlach die Nicht-Existenz von Phasenübergängen für viele Phononensysteme und speziell  Polaron-Systeme nach, im Gegensatz zu dem, was vorher allgemein erwartet wurde). Danach war er als Post-Doc an der Ludwig-Maximilians-Universität München, wo er sich 1993 bei Herbert Wagner habilitierte. 1990/91 war er an der École normale supérieure bei Jean-Pierre Hansen. Seit 1995 ist er Professor an der Heinrich-Heine-Universität Düsseldorf. Er war unter anderem Gastprofessor an der Universität Cambridge und der Universität La Sapienza in Rom.
Hartmut Löwens Beschäftigungsfelder sind statistische Physik kolloidaler Suspensionen, Polymerphysik, Physik biologischer Makromoleküle wie Proteine und DNS, Glasübergang, Schmelzprozesse und Kristallwachstum, flüssige Kristalle, Dichtefunktionaltheorie, Polaron-Systeme.
1994 war er Heisenberg-Stipendiat und erhielt den Gerhard-Hess-Preis der DFG. 2003 erhielt er den Gentner-Kastler-Preis und 2010 zusammen mit Gregor Morfill (Garching) einen ERC Advanced Grant. Auf der internationalen Konferenz SigmaPhi wurde Löwen 2023 für besondere Leistungen im Bereich der Statistischen Physik mit dem SigmaPhi-Preis ausgezeichnet.

## Schriften
- Kolloide – auch für Physiker interessant? In: Physikalische Blätter. 1995, S. 165
- Was ist hart an der weichen Materie? In: Physik Journal. 2003, Heft 7/8 (Rede zum Gentner-Kastler-Preis)
- Computer Simulation of colloidal dispersions. (= Lecture Notes in Physics, Band 704). Springer Verlag, 2006, S. 139–161.
- Weiche Materie- vom hässlichen Entlein zum schönen Schwan.